# Мзиани
Мзиани (груз. მზიანი) — село в Грузии, на территории Озургетского муниципалитета края (мхаре) Гурия.

## География
Село находится в западной части Грузии, на левом берегу реки Гулепа (левый приток Супсы), на расстоянии приблизительно 10 километров (по прямой) к северо-востоку от города Озургети, административного центра муниципалитета. Абсолютная высота — 208 метров над уровнем моря.

## Население
По результатам официальной переписи населения 2014 года, в Мзиани проживало 263 человека (122 мужчины и 141 женщина). В национальной структуре населения грузины составляли 100 %.
| Год  | Население, человек |
| ---- | ------------------ |
| 2002 | 394                |
| 2014 | ↘ 263              |